# Hietzing (stacja metra)
Hietzing – jedna ze stacji metra w Wiedniu na Linia U4. Została otwarta 1 czerwca 1981. 
Znajduje się w 13. dzielnicy Wiednia Hietzing, w pobliżu granicy z dzielnicą 14. Penzing i jest ważnym węzłem transportowym wraz z Kennedybrücke.